# 1811
1811 (số La Mã: MDCCCXI) là một năm thường bắt đầu vào thứ Ba trong lịch Gregory.

## Sinh
- 31 tháng 3 – Robert Bunsen, nhà hoá học người Đức (m. 1899)
- 10 tháng 9 – Nguyễn Phúc Quang, tước phong An Khánh vương, hoàng tử con vua Gia Long (m. 1845).
- Không rõ – Tăng Quốc Phiên, tướng nhà Thanh.